# آرتورو آرماندو مولینا
سرهنگ آرتورو آرماندو مولینا (به اسپانیایی: Arturo Armando Molina) (زادهٔ ۶ اوت ۱۹۲۷ – درگذشتهٔ ۱۹ ژوئیه ۲۰۲۱) یک سیاست‌مدار اهل السالوادور بود. وی از ۱ ژوئیه ۱۹۷۲ تا ۱ ژوئیه ۱۹۷۷ رئیس‌جمهور این کشور بود.
آرتورو آرماندو مولینا در ۱۹ ژوئیه ۲۰۲۱، بعد از یک دوره طولانی بیماری در سن ۹۳ سالگی درگذشت.